# جوشوا بومان
جوشوا بومان (بالإنجليزية: Josh Bowman)‏ واسمه الكامل (جوشوا توبياس بومان)، ولد في 4 مارس 1988 هو ممثل انجليزي. اشتهر بدور دانييل غرايسون في مسلسل الانتقام.

## وصلات خارجية
- جوشوا بومان على موقع IMDb (الإنجليزية)
- جوشوا بومان على موقع روتن توميتوز (الإنجليزية)
- جوشوا بومان على موقع ألو سيني (الفرنسية)
- جوشوا بومان على موقع أول موفي (الإنجليزية)
- جوشوا بومان على موقع إن إن دي بي (الإنجليزية)
- جوشوا بومان على موقع قاعدة بيانات الفيلم (الإنجليزية)
- جوشوا بومان على موقع كينوبويسك (الروسية)